# Силов, Анатолий Александрович
Анатолий Александрович Силов (до 1990 года Александров; род. 1938) — советский и российский художник и график.

## Биография
Родился 20 мая 1938 года в селе Яндашево Мариинско-Посадского района Чувашской АССР, ныне — в составе города Новочебоксарска, в семье колхозника.
Окончил Яндашевскую семилетнюю школу в 1952 году, ремесленное училище в посёлке Звенигово в 1955 году, а также факультет прикладного искусства Московского текстильного института (ныне Московский государственный текстильный университет имени А. Н. Косыгина) в 1967 году.
В 1955—1957 годах Анатолий работал на волжских судах, служил на Черноморском флоте (1957—1961), был капитаном-механиком «Метеора» в Ливадии (1961—1962), Крым.
По окончании вуза работал художником по тканям на Чебоксарском хлопчатобумажном комбинате (1967—1969). Затем — художником в Ворошиловградском отделении Художественного фонда Украинской ССР (1969—1972), главным художником города Бердянска Запорожской области УССР (1972—1976) и художником по гобеленам в Чувашском творческо-производственном комбинате Художественного фонда РСФСР (ЧТПК ХФ РСФСР, 1978—1992). Член Союза художников СССР с 1982 года.
С середины 1990-х годов Анатолий Александрович занимается живописью и графикой. Преподавал на факультете изобразительных искусств в Гётеборгском университете (1994—1996), в Королевской Академии художеств города Катманду (1996—1997) и в университете турецкого города Анталья (2001—2006, выставлялся в Стамбуле и в Анкаре). Был в творческих командировках в Алжире, Сенегале, Мавритании, Заире, Уганде, Эфиопии, Танзании, Сомали, Кении, где создал многие из своих работ.
Является участником более ста различных выставок международного, всероссийского, регионального и республиканского уровня. Работы Анатолия Силова находятся в более, чем 70 странах мира (США, Канаде, Франции, Германии, Алжире, Голландии, Финляндии, Англии, Корее, Японии, Китае) — как в музеях, так и в частных коллекциях.
А. А. Силов является президентом Академии художеств мира «Новая эра», профессором Института культуры ЮНЕСКО, действительным членом Международной гуманитарной академии «Европа−Азия», членом Европейской ассоциации художников и Международного союза «Художники за мир».

## Заслуги
- Заслуженный художник Чувашской Республики (1995), Народный художник Чувашской Республики (2013).
- Лауреат Государственной премии Украины им. Т. Шевченко (1972).
- Почетный гражданин Мариинско-Посадского района (2013).